# Xã Slippery Rock, Quận Butler, Pennsylvania
Xã Slippery Rock (tiếng Anh: Slippery Rock Township) là một xã thuộc quận Butler, tiểu bang Pennsylvania, Hoa Kỳ. Năm 2010, dân số của xã này là 5.614 người.